# John Wayne Parr
John Wayne Parr (ur. 25 maja 1976) – australijski kick-boxer, pięściarz oraz zawodnik boksu tajskiego, wielokrotny mistrz świata m.in. ISKA, WMC, WKN oraz WKA, dwukrotny uczestnik finałów K-1 World MAX.

## Kariera sportowa[3]

### Boks tajski / Kick-boxing
W wieku 11 lat rozpoczął treningi taekwondo, dwa lata później boksu tajskiego. Po roku treningów stoczył swoją pierwszą walkę, natomiast w wieku 17 lat, zdobył pierwszy tytuł, mistrzostwo kraju federacji WKA. Mając 19 lat, został międzynarodowym mistrzem Południowego Pacyfiku w muay thai. Następnie wyjechał do Tajlandii nabierać doświadczenia oraz szlifować swoje umiejętności. Tam też toczył pojedynki na słynnych stadionach bokserskich – Lumpini oraz Songchai.
5 grudnia 2000 podczas uroczystości urodzinowych Króla Tajlandii przed 100 tysięczną publicznością zdobył mistrzostwo świata IMF (International Muay Thai Federation), pokonując Orono Por. Muang Ubona na punkty. Wcześniej, bo w październiku, został mistrzem świata ISKA w muay thai w wadze średniej, nokautując obrońcę tytułu Scotta Bannana w 2. rundzie. Był to również debiut Parra na gali organizowanej pod szyldem K-1, natomiast w walkach w formule K-1 zadebiutował 26 listopada 2002 podczas turnieju K-1 Oceania MAX 2002 dochodząc do finału w którym uległ utytułowanemu Grekowi Mike’owi Zambidisowi na punkty.
7 kwietnia 2004 zakwalifikował się do finałowego turnieju K-1 World MAX, pokonując jednogłośnie na punkty Duane’a Ludwiga na gali K-1 World MAX 2004 World Tournament Open. 7 czerwca 2004 podczas finałowej gali odpadł w ćwierćfinale z Tajem Buakawem Banchamekiem po dogrywce.
20 czerwca 2005 ponownie wziął udział w turnieju głównym K-1 World MAX po udanym przejściu eliminacji, lecz jego rywalizacja zakończyła się kolejny raz na ćwierćfinale, w którym przegrał z Albertem Krausem jednogłośnie na punkty. W 2005 oraz 2006 bezskutecznie próbował zdobyć mistrzostwo świata WBC Muay Thai w starciach z Yodsanklaiem Fairtex i Steve’em Wakelingiem.
W 2007 wziął udział w reality show The Contender Asia, w którym szesnastu zawodników muay thai wagi średniej z dwunastu krajów rywalizowało ze sobą o nagrodę w wysokości 150 tysięcy USD. Ostatecznie Parr doszedł do finału, ulegając w nim Tajowi Yodsanklai Fairtexowi na punkty. W kolejnych latach notował znaczące zwycięstwa m.in. nad Kozo Takedą oraz w rewanżach, dwukrotnie nad Mikiem Zambidisem i Yodsanklaiem Fairtexem. Ponadto zdobywał mistrzowskie pasy federacji WKN w wadze superśredniej, oraz WKA i WKBF w wadze średniej. W kwietniu 2013 zdobył mistrzostwo WKA na zasadach orientalnych, nokautując Mostafę Abdollahiego. Pas stracił niecały rok później na rzecz Toby’ego Smitha, przegrywając z nim przez techniczny nokaut wskutek kontuzji dłoni.
W październiku 2016 związał się z Bellator Kickboxing, a 8 kwietnia 2017 wygrał w debiucie dla niej przez nokaut po wysokim kopnięciu z Włochem Nando Calzettą.

### Boks
W 1998 zawodowo zadebiutował w boksie, nokautując Jima Shannona. 8 lipca 2001 został mistrzem Australii, pokonując Ondreja Chamulę przez TKO. Tytuł stracił 24 października tego samego roku na rzecz Iana McLeoda, ulegając mu jednogłośnie na punkty. Ostatecznie jego bilans w boksie wyniósł 10-3.

### Promotor
Od 2012 organizuje gale Caged Muay Thai, gdzie zawodnicy boksu tajskiego zamiast w ringu rywalizują w klatce na wzór MMA.

## Osiągnięcia
Kickboxing / Boks tajski:
- 1992: mistrz Australii WKA w wadze superlekkiej
- 1994: mistrz Strefy Południowego Pacyfiku WKA w wadze superlekkiej
- 1997: zwycięzca Pucharu Króla Tajlandii
- 1999: mistrz Australii WMTC w wadze junior średniej
- 1999: zwycięzca Pucharu Króla Tajlandii
- 2000: mistrz świata ISKA w wadze średniej w formule muay thai
- 2000: mistrz świata IMF w wadze średniej
- 2001: zwycięzca turnieju o Puchar Króla Tajlandii
- 2002: K-1 Oceania MAX – finalista turnieju
- 2004: zwycięzca turnieju S-1 w wadze średniej w formule muay thai
- 2004: uczestnik finałowego turniej K-1 World MAX
- 2005–2008: mistrz świata WKBA w wadze półśredniej w formule K-1
- 2005: uczestnik finałowego turniej K-1 World MAX
- 2007: mistrz świata WMC w wadze średniej w formule muay thai
- 2008: The Contender Asia – finalista programu wagi średniej
- 2008: mistrz magazynu IKM
- 2010: mistrz świata WKN w wadze superśredniej w formule muay thai
- 2010: mistrz świata WKA w wadze średniej w formule muay thai
- 2011: mistrz świata WKBF w wadze średniej w formule K-1
- 2013–2014: mistrz Świata WKA w wadze średniej w formule orientalnej
- 2017: mistrz Caged Muay Thai w wadze średniej (-73 kg)[10]

Boks:
- 2001: mistrz Australii w wadze średniej
- 2001: mistrz OBA w wadze super półśredniej